# Tinea allomella
Tinea allomella är en fjärilsart som beskrevs av Bradley 1965. Tinea allomella ingår i släktet Tinea och familjen äkta malar.
Artens utbredningsområde är Uganda. Inga underarter finns listade i Catalogue of Life.